# Escapade (bài hát)
"Escapade là một bài hát của ca sĩ người Mỹ Janet Jackson, phát hành như là đĩa đơn thứ ba trích từ album phòng thu thứ tư của cô Rhythm Nation 1814 (1989). Nó được phát hành sau đĩa đơn mang tính biểu tượng của Jackson "Rhythm Nation" và là một trong bảy đĩa đơn làm nên lịch sử cho Rhythm Nation 1814 khi đều lọt vào top 10 ở Mỹ. Video ca nhạc của bài hát diễn ra ở một khung cảnh lễ hội kỳ lạ, trong đó Jackson đã thể hiện tài năng vũ đạo biến hóa của mình. Cả bài hát lẫn video đều có sức ảnh hưởng nhất định đến thế hệ các ca sĩ đàn em.
"Escapade" đã đạt vị trí số một trên các bảng xếp hạng tại Canada, Nhật Bản và Billboard Hot 100 của Mỹ (trong 3 tuần), cũng như lọt vào top 20 tại Bỉ, Hà Lan, Ireland, Đức, New Zealand và Vương quốc Anh.

## Danh sách bài hát
Đĩa 7" quốc tế/Đĩa CD 3" tại Nhật/Đĩa đơn cassette
1. "Escapade" (bản LP)
2. "Escapade" (không lời)

Đĩa đơn 12" quốc tế
1. "Escapade" (Shep's Good Time Mix) – 7:16
2. "Escapade" (The Get Away Dub) – 5:21
3. "Escapade" (bản LP) – 4:45
4. "Escapade" (Shep's Housecapade Mix) – 7:54
5. "Escapade" (Housecapade Dub) – 5:42
6. "Escapade" (I Can't Take No More Dub) – 4:58

Đĩa 12" tại Anh và đĩa 12"/CD tại Tây Đức
1. "Escapade" (Hippiapolis Mix)
2. "Escapade" (Hippiapolis in Dub)
3. "Escapade" (One Nation Under a Rhythm Mix)

Đĩa CD maxi tại Tây Đức
1. "Escapade" (bản LP)
2. "Escapade" (Shep's Good Times Mix)
3. "Escapade" (Shep's Housecapade Mix)

Đĩa CD maxi tại Vương quốc Anh
1. "Escapade" (We Got It Made 7")
2. "Escapade" (Shep's Housecapade Mix)
3. "Escapade" (Shep's Housecapade Dub)

Đĩa đơn cassette/7" tại Vương quốc Anh
1. "Escapade" (We Got It Made 7")
2. "Escapade" (Housecapade 7")

## Xếp hạng và chứng nhận
| Bảng xếp hạng (1990)                 | Vị trí cao nhất |
| ------------------------------------ | --------------- |
| Australian Singles Chart             | 25              |
| Belgian Singles Chart (Flanders)     | 11              |
| Canadian Singles Chart               | 1               |
| Dutch Top 40                         | 13              |
| French Singles Chart                 | 23              |
| German Singles Chart                 | 17              |
| Irish Singles Chart                  | 13              |
| New Zealand Singles Chart            | 15              |
| UK Singles Chart                     | 17              |
| U.S. Billboard Hot 100               | 1               |
| U.S. Billboard Hot R&B/Hip-Hop Songs | 1               |
| U.S. Billboard Hot Dance Club Play   | 1               |
| U.S. Billboard Adult Contemporary    | 16              |

| Bảng xếp hạng (1990)     | Vị trí |
| ------------------------ | ------ |
| Australian Singles Chart | 100    |
| Canadian Singles Chart   | 10     |
| U.S. Billboard Hot 100   | 15     |

| Quốc gia                                                                           | Chứng nhận | Số đơn vị/doanh số chứng nhận |
| ---------------------------------------------------------------------------------- | ---------- | ----------------------------- |
| Hoa Kỳ (RIAA)                                                                      | Vàng       | 0^                            |
| * Chứng nhận dựa theo doanh số tiêu thụ. ^ Chứng nhận dựa theo doanh số nhập hàng. |            |                               |